# سید معوض
سید معوض (عربی: سيد معوض؛ زادهٔ ۲۵ مهٔ ۱۹۷۹) یک بازیکن فوتبال اهل مصر است.

## باشگاهی
از باشگاه‌هایی که در آن بازی کرده‌است می‌توان به ترابوزان‌اسپور، باشگاه ورزشی الاهلی مصر  و باشگاه ورزشی اسماعیلی اشاره کرد.

## تیم ملی
وی همچنین در تیم ملی فوتبال مصر بازی کرده است.